# 无政府主义斗争

无政府主义斗争标志

无政府主义斗争（英語：Anarchist Struggle；：‎，缩写为TA）是一个无政府主义辅助军事单位，主要由国际志愿者组成，参与叙利亚内战中的罗贾瓦冲突，为叙利亚民主力量作战。该组织成立于2017年，后来加入国际自由营。